# Aucha
Aucha  (лат.) — род совок из подсемейства совок-пядениц. Распространены в Азии и Австралии.

## Систематика
В составе рода:
- Aucha aetha Prout 1925
- Aucha albimedia Warren 1911
- Aucha albimixta Warren 1913
- Aucha dizyx Draudt 1950
- Aucha dohertyi Warren 1913
- Aucha flava Warnecke 1933
- Aucha flavomaculata Oberthür 1879
- Aucha latipennis Walker 1865
- Aucha lucens Warren 1913
- Aucha luteotincta Strand 1921
- Aucha maculata Warren 1913
- Aucha melaleuca Berio 1940
- Aucha minor Hampson 1908
- Aucha nectens Walker 1858
- Aucha pronans Draudt 1950
- Aucha tenebricosa Saalmüller 1891
- Aucha tienmushani Draudt 1950
- Aucha triphaenoides Walker 1865
- Aucha variegata Oberthür 1879
- Aucha velans Walker 1857 — Юго-Восточная Азия[3], Индия[2]
- Aucha vesta Swinhoe 1901
- Aucha villiana Swinhoe 1893]